# (18877) Stevendodds
(18877) Stevendodds (1999 XP7) – planetoida z pasa głównego asteroid okrążająca Słońce w ciągu 4,1 lat w średniej odległości 2,56 j.a. Została odkryta 4 grudnia 1999 roku.